# AgriSA
AgriSA (Agri South Africa) est un syndicat sud-africain de l'industrie agricole créée en 1904 sous le nom d'Union agricole sud-africaine. Organisé sous forme d'association à but non lucratif, AgriSA est une association fédérale comprenant 9 organisations provinciales. Son objectif est de promouvoir et défendre les intérêts de ses membres (fermiers, producteurs agricoles, entreprises agroalimentaires) au niveau national et provincial. AgriSA représente plus de 70 000 petits et grands agriculteurs commerciaux.
AgriSA est notamment membre de la Business Unity South Africa (BUSA), de la Chambre de commerce internationale (ICC), de l'Organisation mondiale des agriculteurs (WFO), de la Confédération des syndicats agricoles d'Afrique australe (SACAU) et participe au groupe de Cairns.